# Бейра (Португалия)

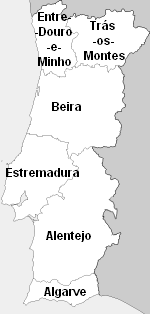
Исторические провинции Португалии

Бейра (португальское произношение: [ˈbɐjɾɐ]) была одной из шести исторических провинций, или комарк, Португалии.
Эта территориальная единица отличается от территории под названием «Бейрас», которая относится к трём провинциям 1936 года — Бейра-Алта, Бейра-Байша и Бейра-Литорал.
Есть также винодельческий регион под названием Бейрас В.Р.

## География
Наиболее важные города в границах традиционной провинции: Коимбра, Авейру, Лейрия, Визеу, Каштелу-Бранку, Гуарда, Фигейра-да-Фош, Ковильян и Пиньель.
Главная река — Мондего; другие реки: Вога, Дао, Коа, Зезери и Пайва. Самым большим горным массивом является Серра-да-Эштрела (самый высокий в континентальной Португалии).

## Административная история
После XV века новое Королевство Португалия было разделено на шесть больших административных единиц, называемых комарками. Провинция Бейра существовала ещё в средние века.

### 1832
В 1832 году провинция была разделена на:
- Бейра-Алта
- Бейра-Байша

### 1936
В 1936 году они были разделены между тремя провинциями, одна из которых содержала территорию, которая не была включена в изначальную провинцию Бейра:
- Бейра-Алта — «природные» регионы Бейра-Алта и Бейра-Трансмонтана
- Бейра-Байша
- Бейра-Литорал

Иногда все вместе они называются «Бейрас».
Некоторые португальские географы называли часть Траз-уш-Монтиш, расположенную к югу от реки Дуэро, «Бейра-Трансмонтана», но это название официально никогда не использовалось.

### 1976
В 1976 году провинции были упразднены, оставив только 18 округов:
- Бейра-Алта:
  - Гуарда
  - Визеу
- Бейра-Байша:
  - Коимбра
  - Каштелу-Бранку
- Бейра-Литорал:
  - Авейру
  - Коимбра
  - Север Лейрии

### 1998
Закон 19/98, который был предложен в 1998 году, разделил эту область на:
- Бейра-Литорал
- Бейра-Интериор

### 2011
Нынешний Центральный регион Португалии охватывает примерно ту же облвсть. Исключением является Субрегион Уэшти, часть Эштремадуры. Среди его двенадцати субрегионов три содержат название «Бейра»:
- Бейра-Интериор-Норте,
- Бейра-Интериор-Сул и
- Кова-да-Бейра

Название «Бейра» также содержится в названии многих небольших городов и деревень в этом районе, например, Моймента-да-Бейра, Селорику-да-Бейра, Агиар-да-Бейра, Мондин-да-Бейра и др.

## Карты

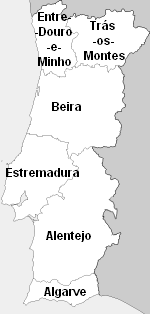
Средневековая Бейра
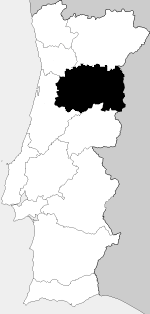
1936 Бейра-Алта
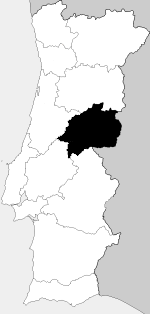
1936 Бейра-Байша
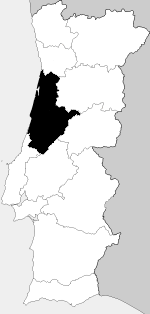
1936 Бейра-Литорал
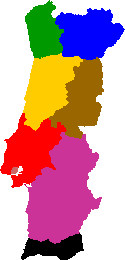
Почтовые коды Португалии. Жёлтая Бейра-Литорал, коричневая Бейра-Интериор
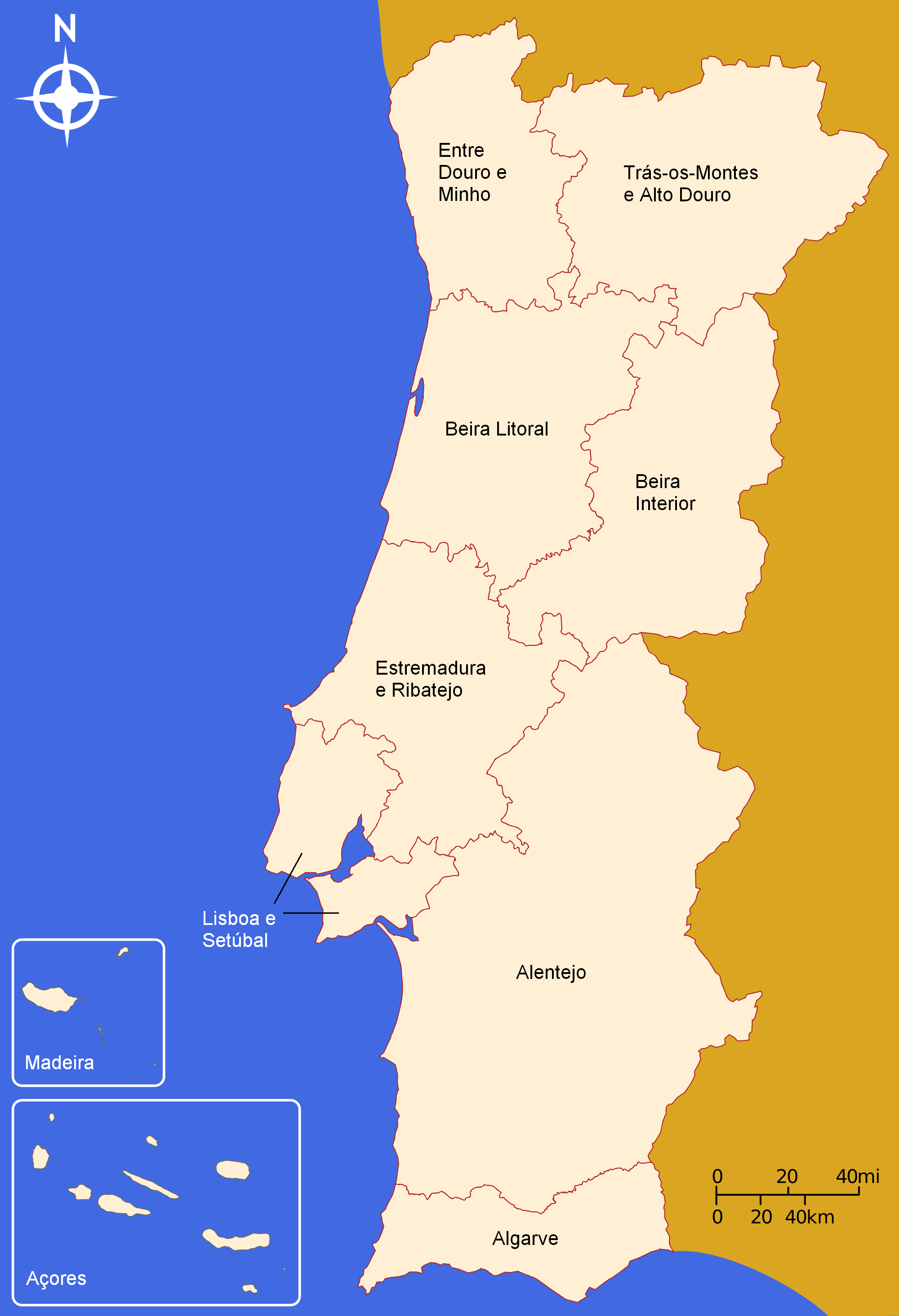
Закон 1998 года - Бейра-Литорал и Бейра-Итериор
Центр (регион Португалии)
Бейра-Интериор-Норте
Бейра-Интериор-Сул
Кова-да-Бейра